# Ethan Nwaneri
Ethan Nwaneri (Londra, 21 marzo 2007) è un calciatore inglese, centrocampista dell'Arsenal e della nazionale Under-21 inglese.

## Caratteristiche tecniche
Descritto come un "numero 10", è dotato di fantasia e buone doti nel dribbling, ma anche una versatilità tale da permettergli di giocare in qualsiasi posizione d'attacco, sia sulle fasce, sia in mezzo al campo.

## Carriera

### Club
Nato a Londra da genitori di origini nigeriane, è cresciuto nelle giovanili dell'Arsenal; nell'estate del 2022, dopo essere stato inserito inizialmente nella rosa dell'Under-18, viene poi promosso alla formazione Under-21, visti i suoi rapidi miglioramenti. Nello stesso periodo, inizia anche ad allenarsi con la prima squadra, guidata da Mikel Arteta, anche a causa di una serie di infortuni occorsi ad alcuni giocatori della rosa.
Il 18 settembre 2022, debutta in Premier League, subentrando a Fábio Vieira nei minuti di recupero della partita contro il Brentford: diventa così il più giovane calciatore esordiente nella storia del campionato inglese, all'età di 15 anni, 5 mesi e 28 giorni, superando così il precedente record di Harvey Elliott, esordiente all'età di 16 anni e 30 giorni. Allo stesso tempo, stabilisce anche altri due nuovi record, come esordiente più giovane in massima serie (considerando anche il periodo precedente alla Premier League stessa) e come giocatore più giovane schierato dall'Arsenal in una competizione ufficiale. L'esordio rimane anche la sua unica presenza stagionale in prima squadra; anche nella stagione 2023-2024 gioca poi un'ulteriore partita in prima divisione con l'Arsenal.
Il 25 settembre 2024 ha realizzato la prima doppietta, nonché le prime reti da professionista, con i Gunners in Coppa di Lega contro il Bolton, match valido per i sedicesimi di finale.
Ha realizzato la prima rete in Premier League il 23 novembre contro il Nottingham Forest, fissando il punteggio sul definitivo 3-0.In Champions League segna il gol del 2-1 nella vittoria sul Girona.

### Nazionale
Ha giocato nelle nazionali giovanili inglesi Under-16, Under-17 ed Under-19; con l'Under-17 nel 2023 ha anche partecipato ai Mondiali di categoria, nei quali ha segnato una rete.
Nel 2025 partecipa agli Europei Under-21.

## Statistiche

### Presenze e reti nei club
Statistiche aggiornate al 3 maggio 2025.
| Stagione        | Squadra         | Campionato      | Campionato | Campionato | Coppe nazionali | Coppe nazionali | Coppe nazionali | Coppe continentali | Coppe continentali | Coppe continentali | Altre coppe | Altre coppe | Altre coppe | Totale | Totale |
| Stagione        | Squadra         | Comp            | Pres       | Reti       | Comp            | Pres            | Reti            | Comp               | Pres               | Reti               | Comp        | Pres        | Reti        | Pres   | Reti   |
| --------------- | --------------- | --------------- | ---------- | ---------- | --------------- | --------------- | --------------- | ------------------ | ------------------ | ------------------ | ----------- | ----------- | ----------- | ------ | ------ |
| 2022-2023       | Arsenal         | PL              | 1          | 0          | FACup+CdL       | 0               | 0               | UEL                | 0                  | 0                  | -           | -           | -           | 1      | 0      |
| 2023-2024       | Arsenal         | PL              | 1          | 0          | FACup+CdL       | 0               | 0               | UCL                | 0                  | 0                  | CS          | -           | -           | 1      | 0      |
| 2024-2025       | Arsenal         | PL              | 25         | 4          | FACup+CdL       | 0+4             | 0+3             | UCL                | 7                  | 2                  | -           | -           | -           | 36     | 9      |
| Totale carriera | Totale carriera | Totale carriera | 27         | 4          |                 | 4               | 3               |                    | 7                  | 2                  |             | -           | -           | 38     | 9      |

### Cronologia presenze e reti in nazionale
| Cronologia completa delle presenze e delle reti in nazionale ― Inghilterra under 21 | Cronologia completa delle presenze e delle reti in nazionale ― Inghilterra under 21 | Cronologia completa delle presenze e delle reti in nazionale ― Inghilterra under 21 | Cronologia completa delle presenze e delle reti in nazionale ― Inghilterra under 21 | Cronologia completa delle presenze e delle reti in nazionale ― Inghilterra under 21 | Cronologia completa delle presenze e delle reti in nazionale ― Inghilterra under 21 | Cronologia completa delle presenze e delle reti in nazionale ― Inghilterra under 21 | Cronologia completa delle presenze e delle reti in nazionale ― Inghilterra under 21 |
| Data                                                                                | Città                                                                               | In casa                                                                             | Risultato                                                                           | Ospiti                                                                              | Competizione                                                                        | Reti                                                                                | Note                                                                                |
| ----------------------------------------------------------------------------------- | ----------------------------------------------------------------------------------- | ----------------------------------------------------------------------------------- | ----------------------------------------------------------------------------------- | ----------------------------------------------------------------------------------- | ----------------------------------------------------------------------------------- | ----------------------------------------------------------------------------------- | ----------------------------------------------------------------------------------- |
| 21-3-2025                                                                           | Lorient                                                                             | Francia under 21                                                                    | 5 – 3                                                                               | Inghilterra under 21                                                                | Amichevole                                                                          | -                                                                                   | 89’                                                                                 |
| 24-3-2025                                                                           | West Bromwich                                                                       | Inghilterra under 21                                                                | 4 – 2                                                                               | Portogallo under 21                                                                 | Amichevole                                                                          | 1                                                                                   | 71’                                                                                 |
| 12-6-2025                                                                           | Dunajská Streda                                                                     | Rep. Ceca under 21                                                                  | 1 – 3                                                                               | Inghilterra under 21                                                                | Europeo Under-21 2025 - 1º turno                                                    | -                                                                                   | 70’                                                                                 |
| 15-6-2025                                                                           | Nitra                                                                               | Inghilterra under 21                                                                | 0 – 0                                                                               | Slovenia under 21                                                                   | Europeo Under-21 2025 - 1º turno                                                    | -                                                                                   | 72’                                                                                 |
| 18-6-2025                                                                           | Nitra                                                                               | Inghilterra under 21                                                                | 1 – 2                                                                               | Germania under 21                                                                   | Europeo Under-21 2025 - 1º turno                                                    | -                                                                                   | 63’                                                                                 |
| 21-6-2025                                                                           | Trnava                                                                              | Spagna under 21                                                                     | 1 – 3                                                                               | Inghilterra under 21                                                                | Europeo Under-21 2025 - Quarti di finale                                            | -                                                                                   | 81’                                                                                 |
| 25-6-2025                                                                           | Bratislava                                                                          | Inghilterra under 21                                                                | 2 – 1                                                                               | Paesi Bassi under 21                                                                | Europeo Under-21 2025 - Semifinale                                                  | -                                                                                   | 84’                                                                                 |
| 28-6-2025                                                                           | Bratislava                                                                          | Inghilterra under 21                                                                | 3 – 2 dts                                                                           | Germania under 21                                                                   | Europeo Under-21 2025 - Finale                                                      | -                                                                                   | 91’                                                                                 |
| Totale                                                                              |                                                                                     | Presenze                                                                            | 8                                                                                   |                                                                                     | Reti                                                                                | 1                                                                                   |                                                                                     |

| Cronologia completa delle presenze e delle reti in nazionale ― Inghilterra under 17 | Cronologia completa delle presenze e delle reti in nazionale ― Inghilterra under 17 | Cronologia completa delle presenze e delle reti in nazionale ― Inghilterra under 17 | Cronologia completa delle presenze e delle reti in nazionale ― Inghilterra under 17 | Cronologia completa delle presenze e delle reti in nazionale ― Inghilterra under 17 | Cronologia completa delle presenze e delle reti in nazionale ― Inghilterra under 17 | Cronologia completa delle presenze e delle reti in nazionale ― Inghilterra under 17 | Cronologia completa delle presenze e delle reti in nazionale ― Inghilterra under 17 |
| Data                                                                                | Città                                                                               | In casa                                                                             | Risultato                                                                           | Ospiti                                                                              | Competizione                                                                        | Reti                                                                                | Note                                                                                |
| ----------------------------------------------------------------------------------- | ----------------------------------------------------------------------------------- | ----------------------------------------------------------------------------------- | ----------------------------------------------------------------------------------- | ----------------------------------------------------------------------------------- | ----------------------------------------------------------------------------------- | ----------------------------------------------------------------------------------- | ----------------------------------------------------------------------------------- |
| 6-8-2022                                                                            | Sarpsborg                                                                           | Norvegia under 17                                                                   | 3 – 0                                                                               | Inghilterra under 17                                                                | Amichevole                                                                          | -                                                                                   |                                                                                     |
| 8-8-2022                                                                            | Råde                                                                                | Fær Øer under 17                                                                    | 0 – 3                                                                               | Inghilterra under 17                                                                | Amichevole                                                                          | 1                                                                                   | 68’ 82’                                                                             |
| 10-8-2022                                                                           | Fredrikstad                                                                         | Finlandia under 17                                                                  | 1 – 2                                                                               | Inghilterra under 17                                                                | Amichevole                                                                          | -                                                                                   | 59’                                                                                 |
| 23-9-2022                                                                           | Błonie                                                                              | Inghilterra under 17                                                                | 3 – 0                                                                               | Rep. Ceca under 17                                                                  | Amichevole                                                                          | -                                                                                   | 84’                                                                                 |
| 25-9-2022                                                                           | Piaseczno                                                                           | Inghilterra under 17                                                                | 1 – 2                                                                               | Norvegia under 17                                                                   | Amichevole                                                                          | -                                                                                   | 58’ 80’                                                                             |
| 27-9-2022                                                                           | Varsavia                                                                            | Polonia under 17                                                                    | 5 – 0                                                                               | Inghilterra under 17                                                                | Amichevole                                                                          | -                                                                                   | 60’                                                                                 |
| 25-10-2022                                                                          | Tbilisi                                                                             | Inghilterra under 17                                                                | 3 – 1                                                                               | Lituania under 17                                                                   | Qual. Europeo Under-17 2023                                                         | 1                                                                                   | 79’                                                                                 |
| 28-10-2022                                                                          | Rustavi                                                                             | Inghilterra under 17                                                                | 6 – 2                                                                               | Georgia under 17                                                                    | Qual. Europeo Under-17 2023                                                         | 1                                                                                   | 84’                                                                                 |
| 31-10-2022                                                                          | Tbilisi                                                                             | Israele under 17                                                                    | 1 – 1                                                                               | Inghilterra under 17                                                                | Qual. Europeo Under-17 2023                                                         | -                                                                                   |                                                                                     |
| 22-3-2023                                                                           | Katwijk                                                                             | Danimarca under 17                                                                  | 1 – 3                                                                               | Inghilterra under 17                                                                | Qual. Europeo Under-17 2023                                                         | 2                                                                                   | 61’                                                                                 |
| 25-3-2023                                                                           | Noordwijk                                                                           | Inghilterra under 17                                                                | 2 – 0                                                                               | Irlanda del Nord under 17                                                           | Qual. Europeo Under-17 2023                                                         | 2                                                                                   | 89’                                                                                 |
| 28-3-2023                                                                           | Katwijk                                                                             | Inghilterra under 17                                                                | 0 – 1                                                                               | Paesi Bassi under 17                                                                | Qual. Europeo Under-17 2023                                                         | -                                                                                   | 61’                                                                                 |
| 18-5-2023                                                                           | Balmazújváros                                                                       | Croazia under 17                                                                    | 0 – 1                                                                               | Inghilterra under 17                                                                | Europeo Under-17 2023 - 1º turno                                                    | 1                                                                                   | 61’                                                                                 |
| 21-5-2023                                                                           | Debrecen                                                                            | Paesi Bassi under 17                                                                | 1 – 4                                                                               | Inghilterra under 17                                                                | Europeo Under-17 2023 - 1º turno                                                    | -                                                                                   | 72’                                                                                 |
| 24-5-2023                                                                           | Debrecen                                                                            | Paesi Bassi under 17                                                                | 0 – 0                                                                               | Svizzera under 17                                                                   | Europeo Under-17 2023 - 1º turno                                                    | -                                                                                   | 74’                                                                                 |
| 27-5-2023                                                                           | Balmazújváros                                                                       | Inghilterra under 17                                                                | 0 – 1                                                                               | Francia under 17                                                                    | Europeo Under-17 2023 - Quarti di finale                                            | -                                                                                   |                                                                                     |
| 30-5-2023                                                                           | Budaörs                                                                             | Inghilterra under 17                                                                | 4 – 2                                                                               | Svizzera under 17                                                                   | Europeo Under-17 2023 - Spareggio                                                   | -                                                                                   | 61’                                                                                 |
| 11-11-2023                                                                          | Giacarta                                                                            | Nuova Caledonia under 17                                                            | 0 – 10                                                                              | Inghilterra under 17                                                                | Mondiali Under-17 2023 - 1º turno                                                   | 1                                                                                   | 62’                                                                                 |
| 14-11-2023                                                                          | Giacarta                                                                            | Inghilterra under 17                                                                | 2 – 1                                                                               | Iran under 17                                                                       | Mondiali Under-17 2023 - 1º turno                                                   | -                                                                                   | 59’                                                                                 |
| 17-11-2023                                                                          | Giacarta                                                                            | Inghilterra under 17                                                                | 1 – 2                                                                               | Brasile under 17                                                                    | Mondiali Under-17 2023 - 1º turno                                                   | -                                                                                   | 61’ 72’                                                                             |
| 22-11-2023                                                                          | Giacarta                                                                            | Inghilterra under 17                                                                | 1 – 2                                                                               | Uzbekistan under 17                                                                 | Mondiali Under-17 2023 - Ottavi di finale                                           | -                                                                                   | 62’                                                                                 |
| 20-3-2024                                                                           | Burton-upon-Trent                                                                   | Inghilterra under 17                                                                | 5 – 1                                                                               | Irlanda del Nord under 17                                                           | Qual. Europeo Under-17 2024                                                         | 1                                                                                   | 80’                                                                                 |
| 23-3-2024                                                                           | Burton-upon-Trent                                                                   | Inghilterra under 17                                                                | 5 – 0                                                                               | Ungheria under 17                                                                   | Qual. Europeo Under-17 2024                                                         | 1                                                                                   | 81’                                                                                 |
| 26-3-2024                                                                           | Burton-upon-Trent                                                                   | Francia under 17                                                                    | 2 – 1                                                                               | Inghilterra under 17                                                                | Qual. Europeo Under-17 2024                                                         | 1                                                                                   |                                                                                     |
| 21-5-2024                                                                           | Larnaca                                                                             | Francia under 17                                                                    | 0 – 4                                                                               | Inghilterra under 17                                                                | Europeo Under-17 2024 - 1º turno                                                    | 1                                                                                   | 81’                                                                                 |
| 24-5-2024                                                                           | Larnaca                                                                             | Portogallo under 17                                                                 | 4 – 1                                                                               | Inghilterra under 17                                                                | Europeo Under-17 2024 - 1º turno                                                    | -                                                                                   | 70’                                                                                 |
| 27-5-2024                                                                           | Larnaca                                                                             | Inghilterra under 17                                                                | 3 – 1                                                                               | Spagna under 17                                                                     | Europeo Under-17 2024 - 1º turno                                                    | 1                                                                                   |                                                                                     |
| 30-5-2024                                                                           | Larnaca                                                                             | Italia under 17                                                                     | 1 – 1 (5 - 4 dtr)                                                                   | Inghilterra under 17                                                                | Europeo Under-17 2024 - Quarti di finale                                            | 1                                                                                   |                                                                                     |
| Totale                                                                              |                                                                                     | Presenze                                                                            | 28                                                                                  |                                                                                     | Reti                                                                                | 15                                                                                  |                                                                                     |

### Record

#### In Premier League
- Calciatore più giovane (15 anni, 5 mesi e 28 giorni) ad aver esordito in Premier League.[9]

#### Con l'Arsenal
- Calciatore esordiente più giovane tra tutte le competizioni.[11]

## Palmarès

### Nazionale
- Campionato d'Europa Under-21: 1

Slovacchia 2025